# صموئيل داش
صموئيل داش (بالإنجليزية: Samuel Dash)‏ هو محامي أمريكي، ولد في 27 فبراير 1925 في كامدن في الولايات المتحدة، وتوفي في 29 مايو 2004 في واشنطن العاصمة في الولايات المتحدة بسبب قصور القلب.

## وصلات خارجية
- صموئيل داش على موقع إن إن دي بي (الإنجليزية)